# Публий Петроний Нигер
Публий Петроний Нигер (на латински: Publius Petronius Niger) е политик на Римската империя по времето на император Нерон. Често е наричан Тит и погрешно идентифициран с автора на Сатирикон Тит Петроний Арбитер.
Неговият баща е вероятно Гай Петроний Понтий Нигрин (консул 37 г.). През юли и август 62 г. Петроний Нигер e суфектконсул заедно с Квинт Манлий Анкхарий Тарквиций Сатурнин.